# Friedrich Alefeld
Friedrich Georg Christoph Alefeld (21 d'octubre de 1820 – 28 d'abril de 1872) va ser un botànic i metge alemany. Nasqué a Weiterstadt-Gräfenhausen, Gran Ducat de Hesse. Descriví un gran nombre d'espècies de plantes amb especial interès en les lleguminoses i les malvàcies. Tractà de donar un tractament sistemàtic als conreus alemanys i va fer llibres sobre banys herbals i plantes cultivades potencialment útils.

## Obra
- articles a Oesterreichische Botanische Zeitschrift (Oesterr. Bot. Z.) The Austrian Botanical Magazine
- Landwirthschaftliche flora(Landw. Fl.) oder Die nutzbaren kultivirten Garten- und Feldgewächse Mitteleuropa's in allen ihren wilden und Kulturvarietäten für Landwirthe, Gärtner, Gartenfreunde und Botaniker insbesondere für landwirthschaftliche Lehranstalten. Berlin, Wiegandt & Hempel, 1866.«Enllaç».[Enllaç no actiu]
- Grundzüge der Phytobalneologie; oder, Der Lehre von den Kräuter-Bädern. Neuwied, Heuser, 1863.
- Die Bienen-Flora Deutschlands und der Schweiz. Neuwied, Heuser, 1863. (The Bee-Flora in Germany and Switzerland.)

A work that describes the plants of the region that are pollinated by honey bees
El IPNI dona unes 300 plantes que Alefeld va descriure.
La seva forma estàndard abreujada és Alef..
Morí a Ober-Ramstadt.